# Zwartmaskermierkruiper
De zwartmaskermierkruiper (Myrmoborus myotherinus) is een zangvogel uit de familie Thamnophilidae (miervogels).

## Verspreiding en leefgebied
Deze soort komt voor in het Amazonegebied en telt zeven ondersoorten:
- M. m. elegans: oostelijk Colombia, zuidelijk Venezuela, noordwestelijk Brazilië, oostelijk Ecuador en noordoostelijk Peru.
- M. m. myotherinus: oostelijk Peru, noordwestelijk Bolivia en zuidwestelijk amazonisch Brazilië.
- M. m. incanus: westelijk amazonisch Brazilië.
- M. m. ardesiacus: noordwestelijk amazonisch Brazilië.
- M. m. proximus: zuidwestelijk amazonisch Brazilië.
- M. m. ochrolaemus: centraal Brazilië.
- M. m. sororius: zuidelijk-centraal Brazilië.

## Status
De grootte van de populatie is niet gekwantificeerd maar de soort wordt omschreven als algemeen. Op de Rode lijst van de IUCN heeft deze soort de status niet bedreigd.